# Zilveroxalaat
Zilveroxalaat, Ag2(C2O4), wordt in de experimentele petrologie gebruikt om koolstofdioxide in een monster te brengen, omdat de stof onder geologische omstandigheden ontleedt in zilver en CO2. De stof is explosief en gevoelig voor wrijving en schokken.